# Івуарійсько-індійські відносини
Івуарійсько–індійські відносини — двосторонні дипломатичні відносини між Республікою Індія та Республікою Кот-д'Івуар. Відносини значно розширилися за останні роки, оскільки Індія прагне розвивати широке комерційне та стратегічне партнерство в регіоні Західної Африки. Дипломатичне представництво Індії в Абіджані було відкрито в 1979 році. Кот-д'Івуар відкрив постійне представництво в Нью-Делі у вересні 2004 р. Обидві країни наразі докладають зусиль для збільшення торгівлі, інвестицій та економічного співробітництва.

## Комерційні та економічні відносини
Видобуток нафти у Кот-д'Івуарі становить понад 60 000 барелів на день. Індійська компанія Oil and Natural Gas Corporation інвестувала 12 мільйонів доларів США у розвідку нафтових родовищ у цьому регіоні.

## Дипломатичні відносини
Прагнучи розширити економічний вплив, Індія в 2004 році виступила з ініціативою під назвою «Техніко-економічний підхід до руху Африка-Індія» разом з вісьмома багатими на енергоресурси та корисні копалини країнами Західної Африки, включаючи Кот-д'Івуар, Сенегал, Малі, Гвінея-Бісау, Гана та Буркіна-Фасо. За даними міністерства закордонних справ Індії, ця ініціатива була частиною ширшої політики щодо залучення слаборозвинених, але багатих на природні ресурси країн Західної Африки, яким для розвитку інфраструктури були потрібні як недорогі технології, так і інвестиції. Зокрема, Індія прагне відігравати важливу роль у допомозі Кот-д'Івуару та іншим західноафриканським країнам у більш ефективному використанні енергетичних ресурсів.
У січні 2009 року Кот-д'Івуар вручив найвищу нагороду державному міністру закордонних справ Індії Ананду Шармі. Заступник міністра закордонних справ Індії Ананд Шарма у супроводі посла Шамма Джайна та високопоставленої делегації обговорив весь спектр питань під час візиту до Кот-д'Івуару з президентом Лораном Гбагбо, включаючи реформу ООН, розширення Ради Безпеки ООН та зміну світової фінансової системи. Кот-д'Івуар рішуче засудив теракти в Мумбаї у 2008 році та сили, що стоять за ними, та підтвердив свою солідарність з Індією у її боротьбі з тероризмом. Президент Лоран Гбагбо підтвердив, що його уряд високо оцінює провідну роль Індії, її економічну міць і, перш за все, готовність ділитися своїми знаннями, технологіями та досвідом розвитку з африканськими країнами. На цьому фоні, жестом, що наголошує особливі зв'язки з Індією, президент Лоран Гбагбо вручив найвищу громадянську нагороду країни Національний орден Республіки Кот-д'Івуар на знак визнання особливої ролі міністра закордонних справ Індії у зміцненні відносин з Кот-д'Івуаром та іншими африканськими країнами.